# Liopterus haemorrhoidalis
Liopterus haemorrhoidalis är en skalbaggsart som först beskrevs av Fabricius 1787.  I den svenska databasen Dyntaxa används istället namnet Copelatus haemorrhoidalis. Enligt Catalogue of Life ingår Liopterus haemorrhoidalis i släktet Liopterus och familjen dykare, men enligt Dyntaxa är tillhörigheten istället släktet Copelatus och familjen dykare. Arten är reproducerande i Sverige. Inga underarter finns listade i Catalogue of Life.

## Bildgalleri

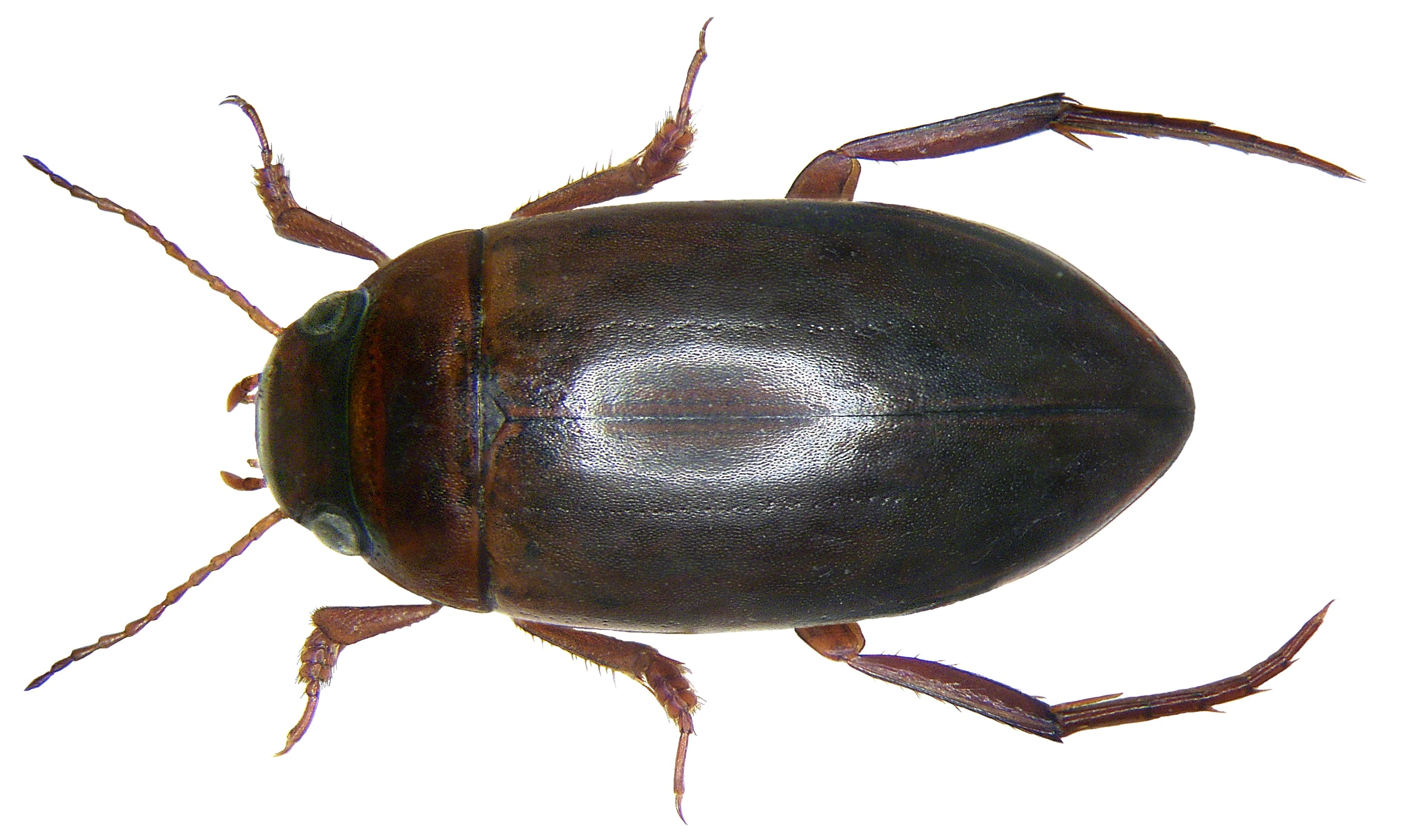
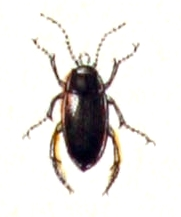